# Jean-Claude Marin
Pour les articles homonymes, voir Marin.
Jean-Claude Marin, né le 7 août 1949 à Saint-Denis, est un haut magistrat français. Directeur des affaires criminelles et des grâces de 2002 à 2004, il est procureur de la République de Paris de 2004 à 2011 puis procureur général près la Cour de cassation de 2011 à 2018.

## Carrière
En 1977, il est substitut du procureur à Pontoise. En 1985 il est détaché à la commission des marchés à terme de marchandises.
En 1988, il devient chef de la section financière du parquet de Paris. L'époque est celle de l'affaire du délit d'initié Pechiney-Triangle. Il est procureur adjoint de 1995 à 2001.
Il est nommé en 2001 avocat général à la Cour de cassation, puis directeur des affaires criminelles et des grâces le 8 août 2002, et procureur de la République de Paris de 2004 à septembre 2011, poste auquel lui succédera François Molins en novembre 2011, l'intérim étant assuré entre-temps par son adjointe Dominique Planquelle.
Il est nommé procureur général près la Cour de cassation le 28 juillet 2011, il est installé dans ses fonctions le 16 septembre suivant.
Lors de la rentrée solennelle le 9 janvier 2012, il émet dans son allocution des critiques au fonctionnement de la Cour de cassation, et donc indirectement à son premier président, Vincent Lamanda.
Par un décret du président de la République du 1er février 2012, il est nommé président du conseil d’administration de l’Établissement public chargé du palais de justice de Paris (EPPJP).
Par arrêté du Garde des Sceaux du 21 mars 2018, il est nommé président du Groupement d'Intérêt public Justice Coopération Internationale.
Par décision du Conseil de l'Union européenne, il a été désigné membre du comité de sélection du procureur en chef et des procureurs composant le Parquet européen.
Il est admis à faire valoir ses droits à la retraite, à compter du 8 août 2017 et maintenu en fonction jusqu’au 30 juin 2018.

## Polémiques
Il a été accusé d'être proche des partis et hommes politiques, d'avoir voulu mettre fin à des procédures judiciaires visant certains d'entre eux. Son rôle dans les réformes de la justice a suscité des polémiques,.
C'est sous son autorité que le Parquet de Paris s'oppose en 2010 à une enquête judiciaire sur la nomination de François Pérol, soupçonné de prise illégale d'intérêt lors de son passage de conseiller économique du président Nicolas Sarkozy à la direction d'une banque tout juste fusionnée sous le patronage de l'État. Dans l'affaire des sondages de l'Élysée, le Parquet dirigé par Jean-Claude Marin classe la plainte sans suite en novembre 2010 et, après le dépôt d'une plainte avec partie civile, il saisit la cour d'appel de Paris en 2011 pour s'opposer à une enquête judiciaire. Dans les deux cas, la cour de cassation donnera raison aux juges contre le Parquet de Paris, et des enquêtes seront finalement lancées,.
Cette polémique a montré ses limites lorsque, après 6 ans d'instruction, le tribunal correctionnel de Paris a relaxé M. Pérol , décision confirmée par arrêt de la Cour d'appel de Paris.

### L'affaire Tarnac
À propos de l'affaire Tarnac, des universitaires et des juristes dénoncent l'« inconsistance » des charges retenues, ainsi que le « tour clairement politique » qu'a pris l'affaire, et réclament la libération immédiate de Julien Coupat. La Ligue des droits de l'homme s'inquiète également d'« une procédure qui ne s’embarrasse pas du respect des libertés individuelles, et se déroule sous l’œil de médias alimentés d’informations uniquement à la charge des personnes mises en cause.
Lors de la libération du jeune homme de Julien Coupat, le 29 mai 2009, Jean-Claude Marin, toujours procureur de la République de Paris, déclare « Si la mise en examen d'une personne ne préjuge en rien de sa culpabilité, sa remise en liberté au cours de l'information judiciaire ne saurait être interprétée comme le signe de l'absence ou l'insuffisance de charges contre elle ». La remise en liberté du jeune homme, détenu pendant plus de six mois à la prison de la Santé, donne prise aux plus vives réactions et est souvent interprétée comme le signe manifeste d'un « fiasco judiciaire » : le député PS Arnaud Montebourg déclare notamment que « Julien Coupat, le romantique de Tarnac, coupable de ce qu'il pensait et de ce qu'il avait dans la tête, plutôt que de ce qu'il a fait, symbolise désormais la victime des abus judiciaires du régime ».

### L'affaire Dray
Après son soutien à Julien Dray, Jean-Claude Marin a proposé aux avocats de ce dernier une « procédure sur mesure » pour reprendre la formulation du journal Libération dans son édition du 9 juillet 2009. Le procureur de la République de Paris, Jean-Claude Marin, a annoncé au député de l’Essonne et à ses avocats qu’ils auraient communication du rapport d’enquête préliminaire sur ses comptes, pour qu’il puisse livrer ses observations, avant que le parquet ne décide de la suite à donner à l’affaire. Il est tout à fait inhabituel qu’une enquête préliminaire soit ainsi communiquée. « C’est une expérimentation », a précisé le parquet.
Contestant vouloir une « procédure taillée sur mesure » pour Julien Dray, Jean-Claude Marin a exprimé dans le journal Le Monde l'opinion suivante « On n’a pas le droit de continuer à faire de la justice financière au carbone 14, surtout lorsqu’on se trompe de cadavre. » Cette déclaration « énigmatique » (selon le journal Libération) a suscité quelques commentaires négatifs « C’est l’arbitraire le plus total, dénonce ainsi un magistrat du pôle financier. C’est hyperchoquant (sic) pour tous ceux qui ont fait l’objet d’une enquête préliminaire. Certains pourraient saisir la juridiction administrative. Si ce n’est pas une procédure taillée sur mesure, pourquoi l’envisager seulement en matière financière, pourquoi pas aussi en matière de stups, ou de terrorisme ? ».
Le 15 décembre 2009, Jean-Claude Marin communique un avis tendant à abandonner les poursuites. Dans son rapport, le procureur de Paris suggère à la chancellerie de ne pas renvoyer Julien Dray devant le tribunal correctionnel et de ne prononcer qu'un simple « rappel à la loi ».
Le journal Le Monde parle d'une « enquête menée au bon vouloir du pouvoir », Le Figaro de « clémence ».

### Réforme de la justice
Selon Alain Salles, ce serait lui qui aurait écrit la loi Perben II, dont le but était le renforcement des pouvoirs du parquet. Il bénéficiera lui-même de ces pouvoirs en devenant par la suite procureur de Paris, poste qu'il perçoit comme « le plus beau (...) du ministère public ».
Par ailleurs, Jean-Claude Marin milite en faveur du projet de réforme que Nicolas Sarkozy a développé devant la Cour de cassation. Il se félicite de la suppression du juge d'instruction tout en ne souhaitant pas l'instauration d'une véritable procédure accusatoire. Cette prise de position est critiquée par Philippe Bilger qui écrit ainsi « Plus jeune, je me souviens avoir été du même avis que Jean-Claude Marin. Parce que probablement l'orgueil est satisfait, voire un peu la vanité, à l'idée qu'on serait le seul responsable, par l'affirmation de soi, de son émancipation. En réalité, aujourd'hui, je crois au contraire qu'il faut commencer par l'instauration de structures dont l'une des finalités essentielles devrait être de protéger n'importe quel professionnel contre les risques prévisibles de sa médiocrité et de sa dépendance ».

### Frédéric Beigbeder
Fin juillet 2009, Jean-Claude Marin est impliqué dans une polémique,. Le procureur de la République de Paris est en effet placé « en détention non provisoire » au chapitre 27 de Un roman français de Frédéric Beigbeder, paru le 19 août 2009 chez Grasset. Il s'agit en fait d'une « vengeance littéraire » de la part de l'écrivain contre le procureur, à la suite d'une garde à vue subie après avoir été surpris en train de consommer de la cocaïne. C'est à cette occasion que Beigbeder fait la connaissance de Jean-Claude Marin, dont les services sont chargés du dossier.
Or, la presse considère que ce livre a été « censuré » par l'éditeur. Il existe en effet deux versions du Roman français : une première délivrée aux libraires et à la presse en « avant-lecture » au mois de juin 2009, et une seconde destinée à la mise en vente en août de la même année. Entre ces deux moutures, un prudent toilettage des passages concernant Marin a été effectué. La raison avancée par l'éditeur est d'ordre purement juridique (craintes de demande de retrait du livre pour « injures » ou « diffamation »). Par exemple, dans un des passages modifiés, Frédéric Beigbeder écrit que ce doit être « vraiment chiant d'être Jean Claude Marin ».
Des trois pages litigieuses consacrées à Jean-Claude Marin, il ne reste qu'une phrase où Frédéric Beigbeder affirme : « Les mots : Jean, Claude, et Marin, pour les générations à venir seront le symbole de la Biopolitique Aveugle et de la Prohibition Paternaliste ».
Dans un communiqué en date du 28 juillet 2009, Jean-Claude Marin rappelle le déroulement des faits et précise que la procédure suivie était habituelle.
Récompensé du prix Renaudot le 2 novembre 2009, Frédéric Beigbeder remercie ironiquement Jean-Claude Marin « pour l'avoir mis en garde à vue ».

### Clearstream
Du 21 septembre au 23 octobre 2009, il soutient l'accusation au procès Clearstream. Il s'en prend à Dominique de Villepin quelques jours avant le début du procès Clearstream.
Au procès Clearstream, Jean-Claude Marin, dans son réquisitoire de procureur de la République, demande une peine de dix-huit mois de prison avec sursis et une amende de 45 000 euros à l’encontre de Dominique de Villepin pour avoir « cautionné par son silence » la manipulation Clearstream. Il avance alors, pour les besoins de son réquisitoire, la notion de « complicité par abstention volontaire », qu'il justifie publiquement avant l’audience, ce qui ne s’était jamais vu, suscitant ainsi la colère des avocats de la défense, qui y voient une pure invention hors de tout cadre légal.
Après la relaxe de Dominique de Villepin, il annonce son intention d'interjeter appel, en affirmant n'avoir reçu aucune instruction pour prendre cette décision.Devant la Cour d'appel de Paris, le parquet général de Paris reprend la même analyse juridique.

### Réquisitoire dans l'affaire Chirac
Jean-Claude Marin requiert un non-lieu général au bénéfice de Jacques Chirac dans le dossier des emplois fictifs de la mairie de Paris, estimant qu'il manque l'élément intentionnel. La juge Xavière Simeoni ne suit cependant pas ces réquisitions dans son ordonnance du 30 octobre 2009. La retraite de l'ancien président Jacques Chirac est menacée par cette ordonnance de renvoi devant le tribunal correctionnel. Cette affaire est venue alimenter la controverse sur l'avenir de la justice en France, au moment où la disparition programmée du juge d'instruction est perçue par certains commentateurs comme une remise en cause de l'indépendance de la justice dans les dossiers « sensibles ». Face à un parquet soumis au pouvoir exécutif, les juges d'instruction semblent vouloir, selon les termes du journal Le Monde, « marquer leur indépendance ».

### Le décret sur la prescription des peines
Jean Claude Marin était directeur des affaires criminelles et des grâces au Ministère de la justice et auteur du décret du 13 décembre 2004 venu fixer, en un article D 48.5 du code de procédure pénale, la définition des actes interruptifs de la prescription des peines, jusqu'alors seulement définie par la jurisprudence. Ce texte règlementaire, non conforme à la Constitution de 1958 qui réserve au domaine de la loi les règles relatives à la procédure pénale, a été repris par une loi du 29 mars 2012 sur l'exécution des peines, modifiant l'article 707-1 du code de procédure pénale. La cour de Cassation a relevé, dans deux arrêts du 26/6/2013, l'irrégularité affectant le texte entre 2004 et sa régularisation de 2012, ce qui a obligé le ministère de la Justice à vérifier la situation de 628 condamnations susceptibles d'entrer dans le champ de cette jurisprudence et relâcher les personnes retenues sans titre. Cette erreur juridique a été à l'origine d'une polémique sur la responsabilité de l'équipe gouvernementale aux affaires en 2004 (Dominique Perben étant Garde des sceaux et Laurent Le Mesle, directeur de son cabinet) et sur l'inaction des ministres de la justice successifs.

## Décorations
- Commandeur de la Légion d'honneur (2017)[38]
- Officier de l'ordre national du Mérite (2006)[39]
- Chevalier de l'ordre des Palmes académiques[40]
- Chevalier de l'ordre du Mérite agricole[40]
- Médaille d'honneur de l'administration pénitentiaire, or (2005)[41]
  - Échelon argent obtenu en 2004 au titre de « directeur des affaires criminelles et des grâces au ministère de la Justice »[42]
- Ordre de San Raimundo de Peñafort ( Espagne)[43]